# Claudio Quintiliani
Claudio Luigi Quintiliani Valverde (Estación Central, Chile, 21 de febrero de 1965) es un entrenador de fútbol chileno. Actualmente dirige a Deportes Iquique de la Primera División de fútbol femenino de Chile.

## Trayectoria
Sus primeros acercamientos con el deporte fueron a corta edad, ya que su padre, de origen italiano, al no contar con una gran cantidad de familiares en Chile, se dedicó a armar equipos de fútbol para entretenerse. Quintiliani, quien por entonces tenía seis años, relata que ante las constantes ausencias de los jugadores del club de su papá, le prometió que él sería el entrenador cuando tuviera la edad necesaria. Por esto, a los 14 años empezó a dirigir en dicho equipo amateur. 
Entre 1998 y 1999 dirigió a Palestino en el Torneo Regional Metropolitano organizado por ANFA, predecesor de la actual Primera División Femenina de Chile. Luego, fue director técnico de Santiago Morning, siendo además fundador de la rama femenina junto a las futbolistas Ximena Alburquenque, Carmen Gloria Arce y Verónica Banda.   Con las bohemias ganó el Torneo Regional Metropolitano en 2000 y 2002.  En esa etapa, dirigió a la selección chilena femenina en el Campeonato Sudamericano Femenino de 2003. 
Luego de su paso por Santiago Morning, fue el director técnico de Ferroviarios en el primer campeonato femenino organizado por la ANFP. Posteriormente, en 2009, Quintiliani le pidió a la dirigencia de Coquimbo Unido utilizar el nombre del club para seguir participando en el torneo.  Así, durante el campeonato de ese año y durante 2010, las piratas compitieron en alianza con Ferroviarios. Con las aurinegras tuvo una destacada campaña el 2009, resultando subcampeonas del torneo que finalmente ganó Everton.
En 2014 vuelve a Palestino, donde logró el título del Clausura 2015, derrotando a Colo-Colo por 2-1 en la final. Con Quintiliani en el banco, las árabes cortaron una racha de 10 títulos consecutivos del cacique y de paso, obtuvieron su primera estrella en el fútbol femenino. En paralelo a esto, dirigió a la rama masculina de Ferroviarios de la Tercera División B de Chile en distintas etapas y a Pumas FC de la misma categoría. 
En 2023, deja Palestino tras largas temporadas dirigiendo al equipo. Tras unos meses sin club, en febrero de 2024, asume como nuevo entrenador de Deportes Iquique. En su primera temporada con las dragonas, alcanza las semifinales del torneo, cayendo derrotadas ante Colo-Colo. Sin embargo, el entrenador no pudo dirigir durante las últimas fechas debido a un infarto, asumiendo Manuel Villalobos de manera interina.  Finalmente, el director técnico logró recuperarse y fue confirmado en su cargo para 2025. 

## Vida Personal
En 2012 fue candidato a concejal por la comuna de Estación Central, logrando 470 votos y no resultando electo. 

## Palmarés

### Campeonatos nacionales
| Título                    | Equipo    | Año    |
| ------------------------- | --------- | ------ |
| Primera División Femenina | Palestino | 2015-C |